# Почтовый перевод
Почто́вый перево́д — вид почтового отправления, подразумевающий пересылку денег по почте по установленным тарифам (в зависимости от суммы и др.).

## Определение
Согласно Федеральному закону Российской Федерации «О почтовой связи» (в редакции от 22.08.2004, № 122-ФЗ), для этого вида отправлений дано следующее определение:
Почтовый перевод денежных средств — услуга организаций федеральной почтовой связи по приёму, обработке, перевозке (передаче), доставке (вручению) денежных средств с использованием сетей почтовой и электрической связи».

## История

### Российская империя
Согласно Большой советской энциклопедии, пересылка денег по почте была введена в России в 1781 году. В XIX веке эта почтовая услуга получила дальнейшее развитие.
Так, в августе 1869 года Рязанская земская управа открыла два земских почтовых пункта: один — в Рязани, другой — в селе Спас-Клепики Мещерского края. В этих пунктах принимали к пересылке денежные суммы до 300 рублей и документы (паспорта, доверенности и т. п.). Система денежных переводов была организована следующим образом: из выделенной для переводных операций суммы в размере 2000 рублей одна тысяча была выдана земской управе в Рязани, вторая тысяча — мещерскому агенту управы в селе Спас-Клепики земскому врачу Ф. П. Александровскому. При сдаче переводимой суммы агенту он вырывал из учётной книги талон, так называемую «переводную записку», которая пересылалась получателю перевода по почте. По предъявлении получателем переводной записки производилась выдача ему указанной денежной суммы. В конце 1869 года пересылка денег была прекращена после вторичного запрещения со стороны Почтового департамента.
Государственная российская почта начала операции по денежным переводам в 1896 году.

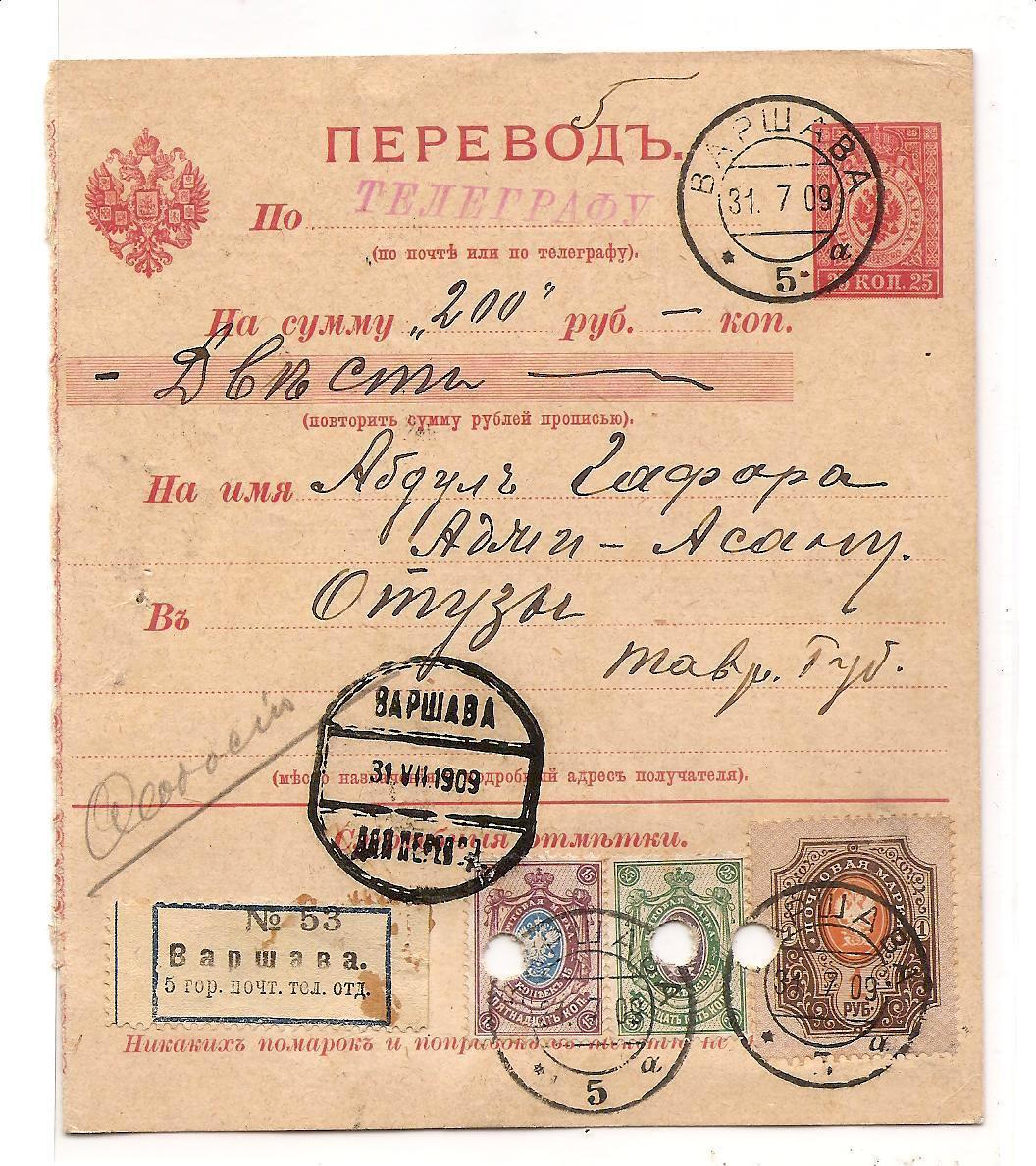
Маркированный бланк прошедшего почту почтово-телеграфного перевода (надпечатано «(По) телеграфу»; Российская империя, 1909). Перевод на сумму 200 рублей сделан из Варшавы в Отузы Таврической губернии (ныне Щебетовка Республики Крым). Бланк перевода франкирован ещё тремя почтовыми марками Российской империи, которые имеют дополнительное гашение пробоем

### СССР
В СССР до 1929 года почтовые переводы оплачивались почтовыми марками, которые наклеивались на соответствующий бланк перевода по почте. Такая практика существовала и в более поздние годы.

Пример советского бланка перевода по почте (Каменец-Подольский, 1939)
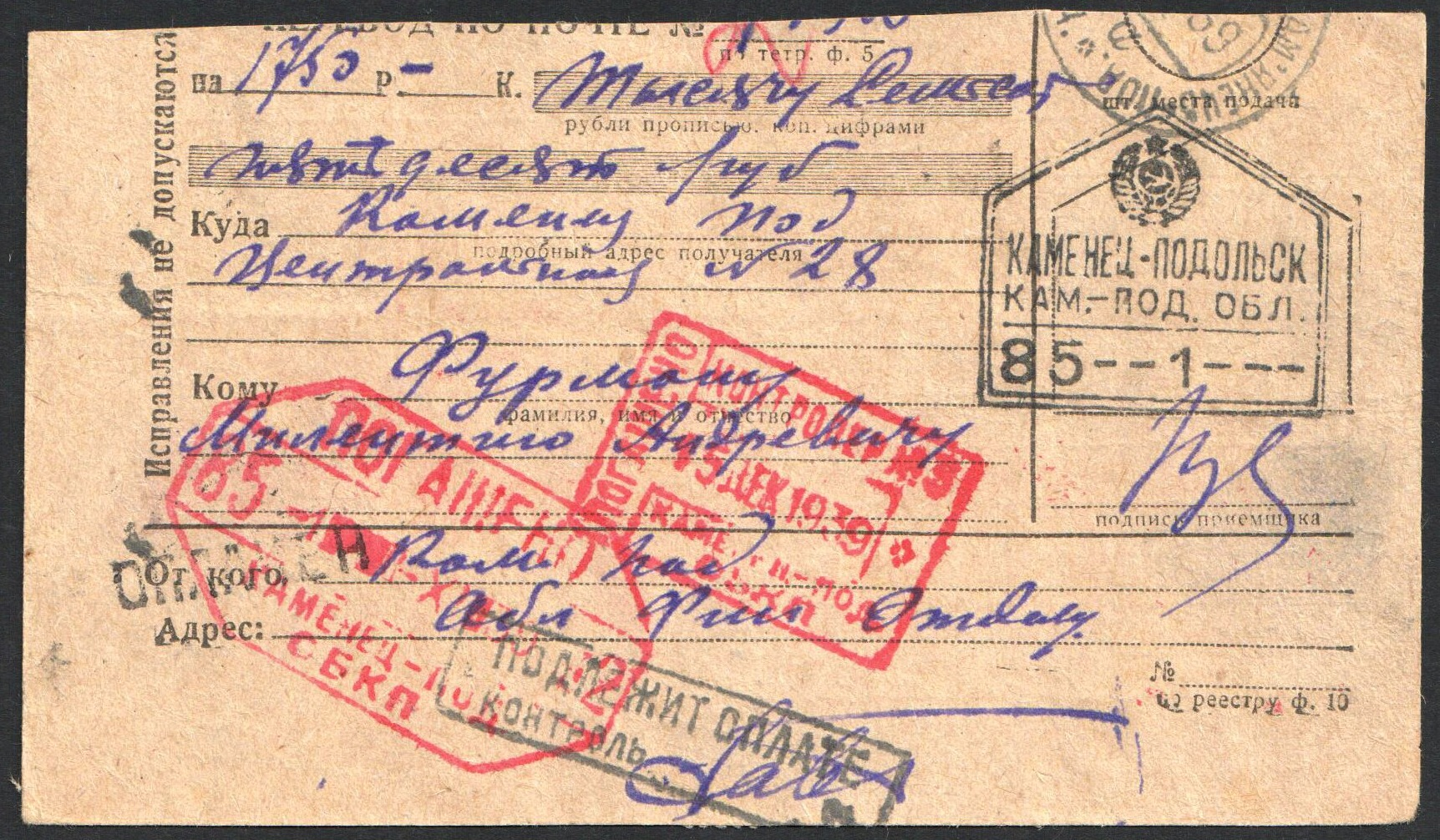
Лицевая (адресная) сторона
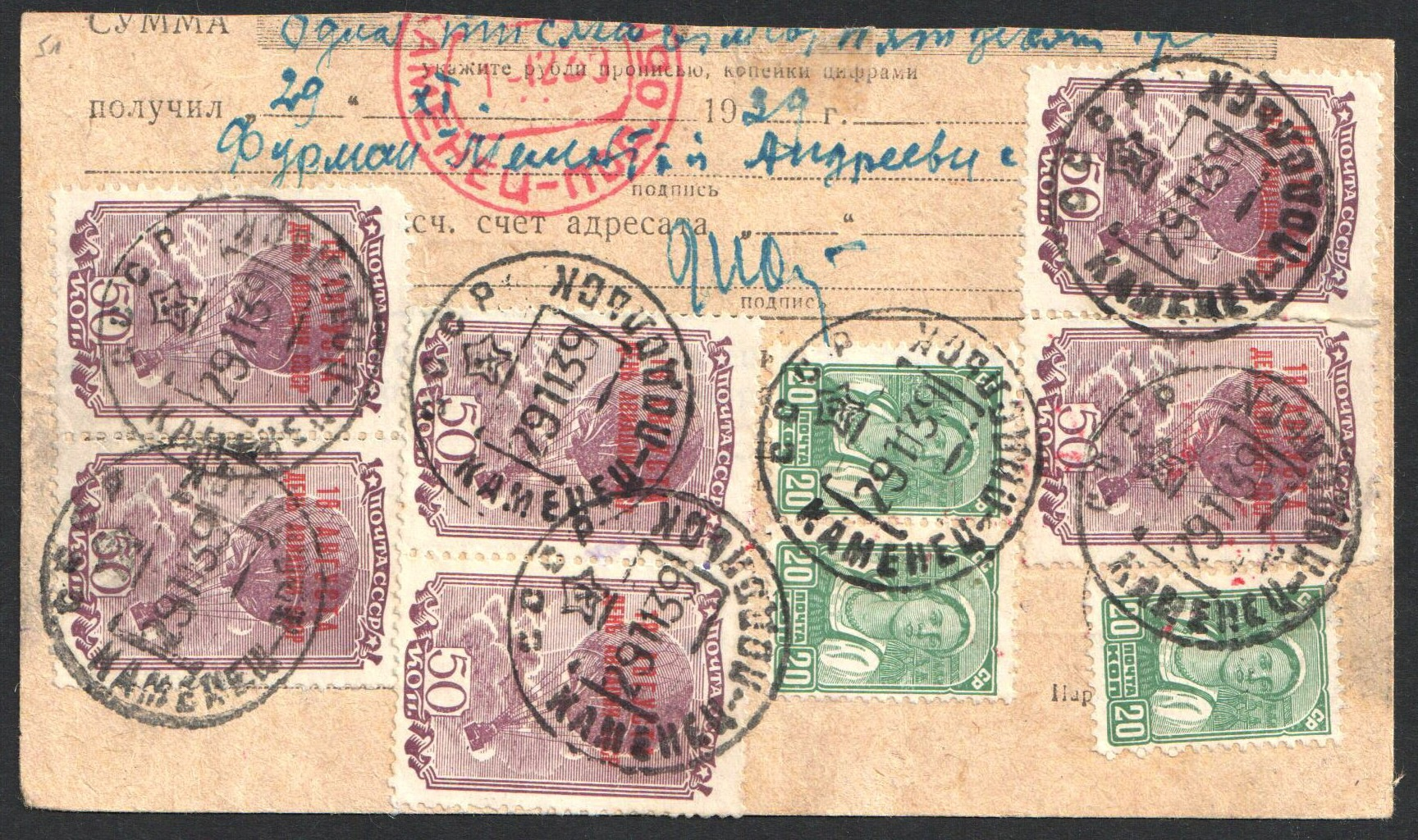
Оборотная сторона, франкированная марками СССР

Впоследствии оплата услуги почтового перевода осуществлялась наличными деньгами. При этом использовался специально оформленный бланк (ГОСТ 16408—80, форма № 112) с указанием внесённой предприятию связи денежной суммы, которую отправитель поручал органам связи выплатить адресату.
| Чистый бланк почтового перевода (форма 112, СССР, 1990-е) | Чистый бланк почтового перевода (форма 112, СССР, 1990-е) |
| --------------------------------------------------------- | --------------------------------------------------------- |
|                                                           |                                                           |

## Виды почтовых переводов
- Обычный (традиционный) почтовый перевод.
- Телеграфный перевод.
- Электронный перевод.

## Цельные вещи и марки
В ряде стран (в том числе в России) для оплаты услуг почтовых переводов выпускаются особые цельные вещи — маркированные бланки, а также особые почтовые марки для денежных почтовых переводов. Переводные марки использовались в Италии, Нидерландах (1884—1899), Сальвадоре (1895—1906), Испании (1915—1920) и других странах и наклеивались на бланк перевода.